# Las Vegas Aces

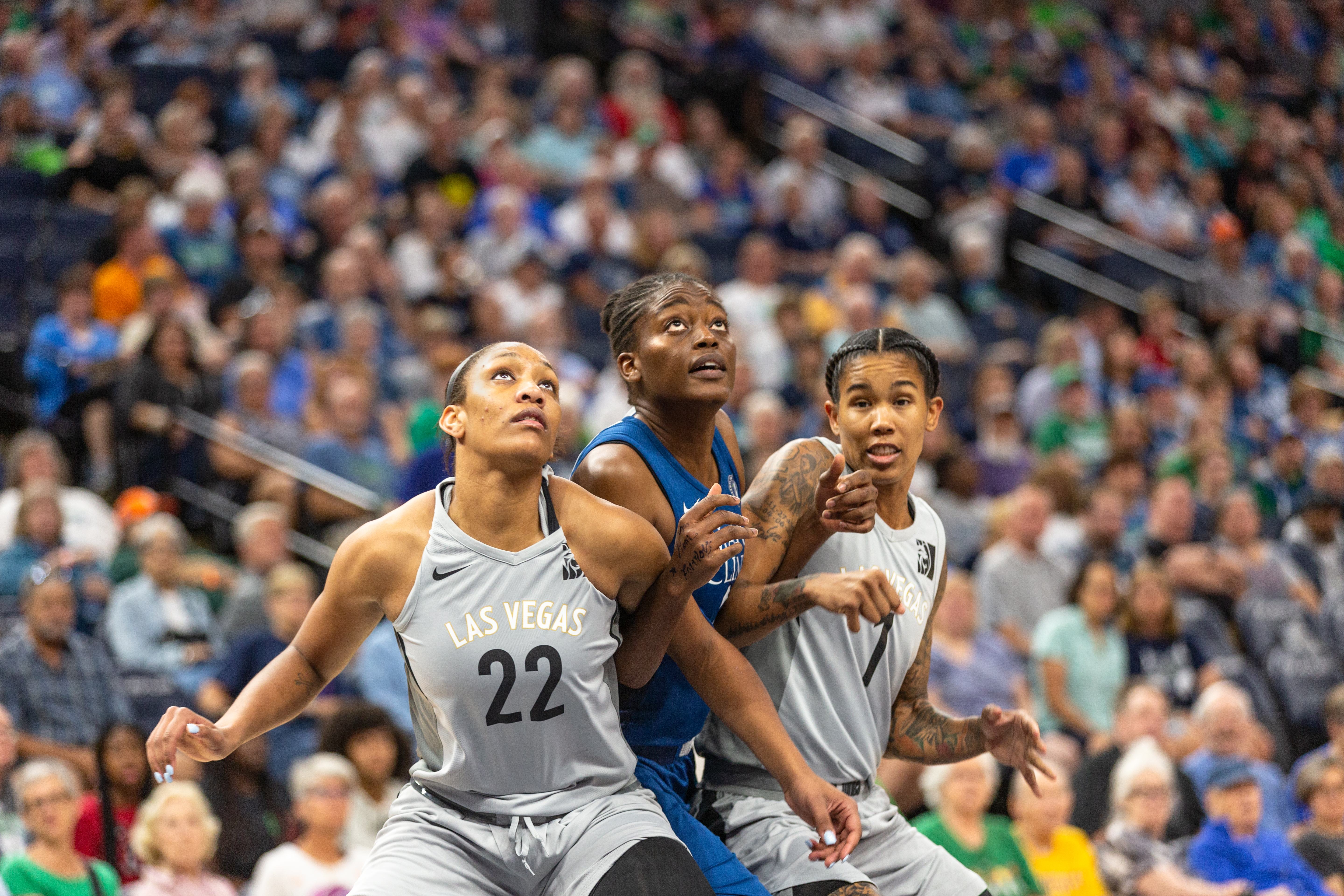
A'ja Wilson 2018.

Las Vegas Aces é um time de basquete feminino estadunidense com sede em Paradise, Nevada que joga na Women's National Basketball Association (WNBA).
A equipe foi fundada em Salt Lake City, Utah, com o nome de Utah Starzz no ano de 1997. Em 2003, foi vendido para os donos do San Antonio Spurs e mudou-se para San Antonio, Texas, e se tornou o San Antonio Silver Stars, renomeada San Antonio Stars em 2014.
O time se mudou para Las Vegas em 2018, jogando atualmente na Michelob Ultra Arena.
Os Aces venceram dois títulos da WNBA, em 2022 e 2023.